# Assen Karastojanow
Assen Pawlow Karastojanow (bulgarisch Асен Павлов Карастоянов, alternative Transkription Asen Karastoyanov; * 3. Juni 1893 in Samokow; † 8. September 1976 in Sofia) war ein bulgarischer Komponist.

## Leben
Karastojanow studierte zwischen 1914 und 1918 an der Nationalen Musikakademie in Sofia Flöte und setzte seine Ausbildung an der Hochschule für Musik in Berlin 1921 bis 1922 fort. Harmonielehre belegte er bei Paul Juon, Flöte bei Emil Prill. Zwischen 1923 und 1929 leitete er Orchester Asenovgrad und Pernik in Bulgarien. 1930 studierte er in Paris Komposition bei Paul Dukas an der École normale de musique de Paris, Kontrapunkt bei Paul Le Flem an der Schola Cantorum und ab 1932 bei Sigfrid Karg-Elert sowie Günter Raphael am Leipziger Konservatorium. 1933 kehrte er nach Sofia zurück und unterrichtete von 1944 bis 1958 an seiner alten Akademie, wo er 1945 eine ordentliche Professur erhielt. Die Komponistin Elena Karastojanowa ist seine Tochter. 

## Werke (Auswahl)
Er komponierte fünf Operetten, zwei Ballette, vier Sinfonien, eine Bulgarische Rhapsodie, sinfonische Dichtungen, Suiten, Konzerte, weitere Orchesterwerke, Kammermusik, Kantaten, Klavierstücke und Lieder, daneben auch Pop- und Tanzmusik. Seine Operette Bulgarien in alter Zeit ist eines der meist aufgeführten Musiktheaterwerke Bulgariens.